# テオフィロ (競走馬)
テオフィロ（Teofilo、2004年 - ）とはアイルランドの競走馬である。2006年カルティエ賞最優秀2歳牡馬。馬名はギリシャ語で「神を愛する者」の意。

## 戦績
デビューから3連勝でアイルランドのG2競走・フューチュリティステークスを制すとナショナルステークス、デューハーストステークスでホーリーローマンエンペラーを破りG1を連勝する。
2歳戦を5戦無敗で終え、陣営は強気に2007年はイギリスクラシック三冠を目指すと発言していたが、脚の状態が思わしくなく2000ギニーを回避した。さらに2冠目のダービーステークスを回避してアイルランドチャンピオンステークスを目標にしていたが、のちに復帰まで数か月かかることが判明し、年内での引退が決定されていたためそのまま引退した。結局この年は一走もすることがなかった。

### 競走成績
2006年（5戦5勝）
- ナショナルステークス (G1) 、デューハーストステークス (G1) 、フューチュリティステークス (G2)

## 種牡馬入り後
引退後は2008年よりダーレーグループ傘下でアイルランドにあるキルダンガンスタッドで種牡馬となる。2歳時のみの出走ながら、初年度種付料は4万ユーロに設定された。2011年に初年度産駒がデビュー。初年度からパリッシュホールがデューハーストステークスに勝利して産駒G1初勝利。以後も順調に活躍馬を送り出し、2012年には英愛サイアーランキング12位に、2013年4位、2014年5位、2015年7位、2016年13位と好成績を収めている。

### 主な産駒
2009年産
- パリッシュホール / Parish Hall - デューハーストステークス
- ヴォルーズドゥクール / Voleuse de Coeurs - アイリッシュセントレジャー

2010年産
- ハヴァナゴールド / Havana Gold - ジャンプラ賞
- ロキギャルマン / Loch Garman - クリテリウム・アンテルナシオナル
- トレーディングレザー / Trading Leather - アイリッシュダービー
- ソンタグ / Sonntag - クイーンズランドダービー
- ハッピークラッパー / Happy Clapper - エプソムハンデキャップ[1]、カンタベリーステークス、ドンカスターマイル
- クエストフォーモア / Quest For More - カドラン賞

2011年産
- カーマデック / Kermadec - ドンカスターマイル、ジョージメインステークス
- スペシャルファイター / Special Fighter - マクトゥームチャレンジラウンド3

2012年産
- プレースカック / Pleascash - アイリッシュ1000ギニー、ヨークシャーオークス
- ヒュミドール / Humidor - オーストラリアンカップ

2013年産
- トワイライトペイメント / Twilight Payment - メルボルンカップ
- アジュマンプリンセス / Ajman Princess - ジャンロマネ賞

2014年産
- エグザルタント / Exultant - 香港ヴァーズ、香港ゴールドカップ、香港チャンピオンズ&チャターカップ（2回）、クイーンエリザベス2世カップ
- テリトーリアル - 小倉大賞典

2015年産
- クロスカウンター / Cross Counter - メルボルンカップ

2016年産
- ドニャー / Donjah - オイロパ賞

2017年産
- タウキール / Tawkeel - サンタラリ賞
- サブジェクティビスト / Subjectivist - ロワイヤルオーク賞、ゴールドカップ
- ウィズアウトアファイト / Without A Fight - コーフィールドカップ、メルボルンカップ

2018年産
- ギアアップ / Gear Up - クリテリウムドサンクルー
- スコープ / Scope - ロワイヤルオーク賞

2019年産
- ネーションズプライド / Nations Pride - サラトガダービー、ダルマイヤー大賞、カナディアンインターナショナルステークス、アーリントンミリオンステークス

### 母の父としての主な産駒
2017年産
- ドリームローパー / Dreamloper - イスパーン賞、ムーラン・ド・ロンシャン賞

2018年産
- マックスウィニー / Mac Swiney - フューチュリティトロフィー、アイリッシュ2000ギニー

2019年産
- コロエバス / Coroebus - 2000ギニーステークス、セントジェームズパレスステークス
- カシェイ / Cachet - 1000ギニーステークス
- トスカーナベル / Toskana Belle - ディアナ賞

2020年産
- アニゼット / Anisette - デルマーオークス、アメリカンオークス、ゲイムリーステークス
- エクセレントトゥルース / Excellent Truth - ダイアナステークス

2021年産
- エゼリヤ / Ezeliya - オークスステークス
- イニシェリン / Inisherin - コモンウェルスカップ

## 血統表
| Teofiloの血統           | Teofiloの血統                                                                                | Teofiloの血統                                                                                | （血統表の出典）                                                                             | （血統表の出典） |
| 父系                    | サドラーズウェルズ系                                                                         | サドラーズウェルズ系                                                                         | サドラーズウェルズ系                                                                         | [ § 2 ]          |
| 父 Galileo 1998 鹿毛    | 父の父Sadler's Wells 1981 鹿毛                                                               | Northern Dancer                                                                              | Nearctic                                                                                     | Nearctic         |
| 父 Galileo 1998 鹿毛    | 父の父Sadler's Wells 1981 鹿毛                                                               | Northern Dancer                                                                              | Natalma                                                                                      |                  |
| 父 Galileo 1998 鹿毛    | 父の父Sadler's Wells 1981 鹿毛                                                               | Fairy Bridge                                                                                 | Bold Reason                                                                                  | Bold Reason      |
| 父 Galileo 1998 鹿毛    | 父の父Sadler's Wells 1981 鹿毛                                                               | Fairy Bridge                                                                                 | Special                                                                                      |                  |
| 父 Galileo 1998 鹿毛    | 父の母Urban Sea 1989 栗毛                                                                    | Miswaki                                                                                      | Mr. Prospector                                                                               | Mr. Prospector   |
| 父 Galileo 1998 鹿毛    | 父の母Urban Sea 1989 栗毛                                                                    | Miswaki                                                                                      | Hopespringseternal                                                                           |                  |
| 父 Galileo 1998 鹿毛    | 父の母Urban Sea 1989 栗毛                                                                    | Allegretta                                                                                   | Lombard                                                                                      | Lombard          |
| 父 Galileo 1998 鹿毛    | 父の母Urban Sea 1989 栗毛                                                                    | Allegretta                                                                                   | Anatevka                                                                                     |                  |
| 母 Speirbhean 1998 鹿毛 | 母の父*デインヒル 1986 鹿毛                                                                  | Danzig                                                                                       | Northern Dancer                                                                              | Northern Dancer  |
| 母 Speirbhean 1998 鹿毛 | 母の父*デインヒル 1986 鹿毛                                                                  | Danzig                                                                                       | Pas de Nom                                                                                   |                  |
| 母 Speirbhean 1998 鹿毛 | 母の父*デインヒル 1986 鹿毛                                                                  | Razy Ana                                                                                     | His Majesty                                                                                  | His Majesty      |
| 母 Speirbhean 1998 鹿毛 | 母の父*デインヒル 1986 鹿毛                                                                  | Razy Ana                                                                                     | Spring Adieu                                                                                 |                  |
| 母 Speirbhean 1998 鹿毛 | 母の母Saviour 1987                                                                           | Majestic Light                                                                               | Majestic Prince                                                                              | Majestic Prince  |
| 母 Speirbhean 1998 鹿毛 | 母の母Saviour 1987                                                                           | Majestic Light                                                                               | Irradiate                                                                                    |                  |
| 母 Speirbhean 1998 鹿毛 | 母の母Saviour 1987                                                                           | Victorian Queen                                                                              | Victoria Park                                                                                | Victoria Park    |
| 母 Speirbhean 1998 鹿毛 | 母の母Saviour 1987                                                                           | Victorian Queen                                                                              | Willowfield                                                                                  |                  |
| 母系(F-No.)             | 1号族(FN:1-n)                                                                                | 1号族(FN:1-n)                                                                                | 1号族(FN:1-n)                                                                                | [ § 3 ]          |
| 5代内の近親交配         | Northern Dancer S3×M4, Natalma S4×M5×M5, Raise a Native S5×M5, Buckpasser S5×M5, Ribot M5×M5 | Northern Dancer S3×M4, Natalma S4×M5×M5, Raise a Native S5×M5, Buckpasser S5×M5, Ribot M5×M5 | Northern Dancer S3×M4, Natalma S4×M5×M5, Raise a Native S5×M5, Buckpasser S5×M5, Ribot M5×M5 | [ § 4 ]          |
| 出典                    | 1. 2. 3. 4.                                                                                  | 1. 2. 3. 4.                                                                                  | 1. 2. 3. 4.                                                                                  | 1. 2. 3. 4.      |

- 3代母Victorian Queenの仔にジャッジアンジェルーチ、ウォー（ブルーグラスステークス勝ち馬）がいる。